# トム・バイロン
トム・バイロン Tom Byron（ヒューストン（テキサス州）出身、1961年4月4日 - ）は、アメリカ合衆国のポルノ男優、監督。彼はイタリアの家系である。XRCO殿堂、AVN殿堂、Legends of Erotica殿堂のメンバーであり、ポルノ界で最も知られる男優の1人。ヒューストン大学卒業。

## 俳優歴
バイロンが1982年5月に初めてハードコアポルノ映画に出演し始めたとき、彼は20歳代前半になっていたが、ティーンエイジャーのように見えたため、演じた役の大部分は若い学生か「成年になりたて」の男性であった。彼は1984年前半に、彼女のデビュー作『ホット・ヴァージン (What Gets Me Hot) 』を含む多くの映画で、トレイシー・ローズと共演した。彼がその時点で未成年だったトレイシー・ローズとの継続的な性的関係を持ったことも知られている。
彼は初期のゲイポルノ出演に関して沈黙を守っているが、バイロンが一連の映画で性転換者とオーラルセックスを行っていることは、信憑性が確認されている。
バイロンは一般映画にクレジットされる事なく、端役で出演している。最近のものは『ミラクル・マイル (Miracle Mile) 』でのホームレスの男としての出演である。
彼は経歴において数回イメージチェンジした。ひげをきれいに剃った若者から、長い髪とタトゥーとピアスで固めたハードロッカースタイル、更にきれいに髪を刈ったビジネスマンの風貌へと。
2005年の秋の復帰以来、バイロンは多くのシーン、特に彼自身の会社Evolution Erotica社の『House of Ass 』シリーズ）に出演している。バイロンは、同様に他社の作品にも出演している。

## 監督歴
バイロンは多くの映画を監督した。代表作としてはエレガント・エンジェル・プロダクション (Elegant Angel) の『Cumback Pussy 』シリーズが挙げられる。1998年、バイロンは仲間の監督ヴァン・ダメージ (Van Damage) 、ロブ・ブラック (Rob Black) 、ポルノ女優兼監督のティファニー・ミンクスと共に、新しい会社エクストリーム・アソシエイツ (Extreme Associates) を設立するため、エレガント・エンジェルを去った。

## 出演作
2008年4月現在、IMDbはバイロンの出演リストに1400本強の映画を掲載しているが、実際には2500本以上のポルノ映画に出演していると推定されている。確実に年代を特定できる彼の最古のビデオは、1983年の『Tuesday's Lover 』である。
IAFDbは2234本の出演映画と113本の監督作品をリストしている。（2008年4月29日現在）

## 受賞

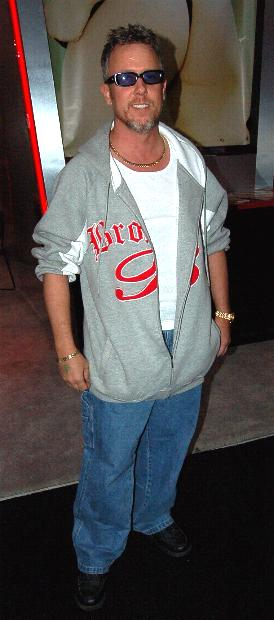
2006年1月5日、ラスベガスのAVNショー

- 1984年 CAFA最優秀主演男優 - 『エクスタシー・ガールズ/ザ・快楽 (Private Teacher) 』[5]
- 1984年 CAFA最優秀助演男優 - 『トレイシー・ローズの禁身交愛 (Sister Dearest) 』[5]
- 1985年 AVN最優秀カップルセックスシーン - 映画『アクメ・ビジネス/肉婦 (Kinky Business) 』[6]
- 1990年 AVN最優秀カップルセックスシーン - ビデオ『The Chameleon 』[6]
- 1991年 F.O.X.Eファンお気に入りの男優[7]
- 1992年 AVN最優秀主演男優 - ビデオ『Sizzle 』[6]
- 1992年 F.O.X.Eファンお気に入りの男優[7]
- 1996年 XRCO最優秀主演男優（Single Performance）『Flesh 』[8]
- 1996年 XRCO最優秀アナル･二穴シーン - 『Car Wash Angels 』[8]
- 1997年 XRCO最優秀主演男優 - 『Indigo Delta 』[8]
- 1997年 XRCO最優秀アナルシーン - 『Behind the Sphinc Door 』[8]
- 1997年 XRCO年間最優秀男優[8]
- 1998年 AVN最優秀主演男優 - ビデオ『Indigo Delta 』[6]
- 1998年 AVN最優秀ゴンゾシリーズ『Cumback Pussy 』[6]
- 1998年 AVN年間最優秀男優[6]
- 1998年 XRCO最優秀ゴンゾシリーズ『Whack Attack 』[8]
- 1999年 AVN年間最優秀男優[6]
- 1999年 F.O.X.Eファンお気に入りの男優[7]
- 2000年 AVN最優秀助演男優 - ビデオ『LA 399 』[6]
- 2008年 AVN最優秀主演男優 - 映画『Layout 』[9]
- 2008年 AVN最優秀カップルセックスシーン - 映画『Layout 』[9]

## 文献
ニコラス・バルバーノ Nicolas Barbano 著『Verdens 25 hotteste pornostjerner（世界で最も人気の高い25人のポルノスター）』(デンマーク、ロシナンテ社 1999年 : ISBN 87-7357-961-0) 彼のために章が割かれている。